# Agustí Chalaux i de Subirà
Agustí Chalaux i de Subirà (Sant Genís dels Agudells, 19 luglio 1911 – Barcellona, 26 aprile 2006) è stato un politico e intellettuale spagnolo di origine catalana.
Egli ha creato un modello politico, economico e sociale, che aveva lo scopo di ridurre il più possibile gli abusi del potere, la miseria e la corruzione.

## Biografia
Nacque il 19 luglio del 1911 a Sant Genís dels Agudells, che allora era un villaggio di 15 abitanti prossimo a Barcellona. Suo padre era un industriale francese che aveva una fabbrica di tinture per la lana in strada de los Almogàvers, a Barcellona. Sua madre apparteneva alla famiglia dei Subirà, di tradizione carlista catalana. All'età di quattro anni fu iscritto alla scuola Montessori, una delle prime ad essere inaugurate in Europa. A nove anni andò in Francia a studiare, e rimase a Tolone fino alla fine della maturità.

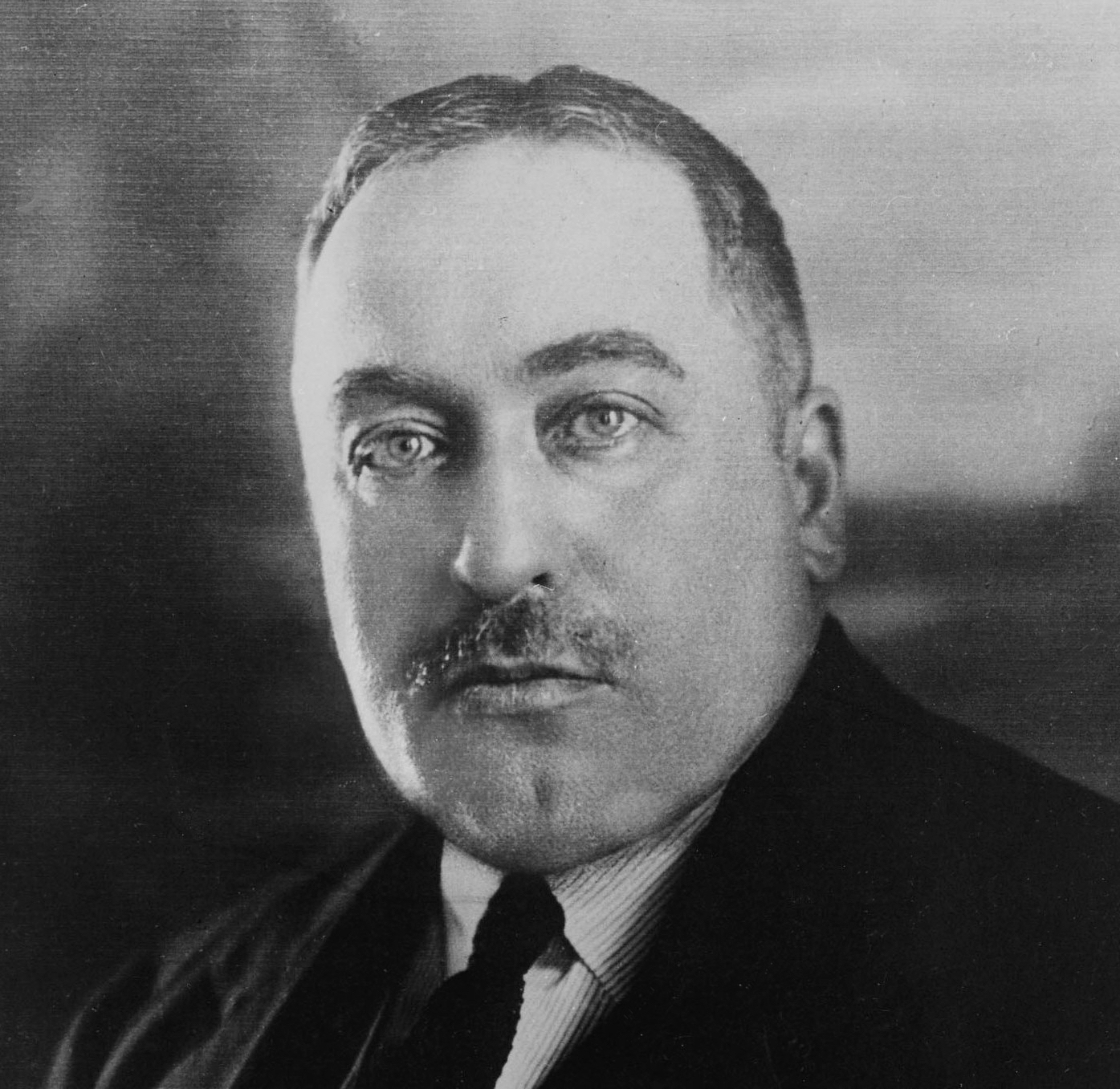
Horace Finaly (1871-1945)

Quando aveva 14 anni conobbe il banchiere Horace Finaly, che ebbe una grande influenza su di lui fino ai 28 anni, e che gli suggerì di studiare Chimica. Agustí Chalaux fece questi studi nella scuola di chimica di Mulhouse. Qui egli imparò il metodo scientifico applicato ai fenomeni fisici e chimici, e questo risvegliò in lui il desiderio di impostare lo studio dei fenomeni sociali ed economici con una precisione ed un rigore simili.
Fu in contatto con gruppi politici dapprima catalanisti e poi libertari. Trascorse la guerra civile spagnola a Barcellona, dove proseguì con le sue riflessioni e gli studi, mentre allo stesso tempo svolgeva il suo compito di direttore nella fabbrica famigliare, che non fu mai nazionalizzata né collettivizzata, ma collaborando con i sindacalisti, che lo chiamavano «Xaló».
Nel 1939 andò in esilio a Parigi, dove lo colse l'inizio della seconda guerra mondiale. Fu mobilitato nella Scuola Ufficiali di artiglieria. Dopo l'occupazione tedesca, il governo di Pétain lo smobilitò e poté riprendere i suoi studi.
Ritornò in Catalogna nel 1945. Fu un lettore assiduo di «La Semana Internacional» («La Settimana Internazionale»), pubblicata in Cile da Joan Bardina, che esercitò anche lui un'importante influenza sul nostro personaggio.
Nel 1956, l'occupazione dell'Ungheria gli fece capire che la violenza non era la strada giusta per imporre un cambiamento politico.
Nel 1968 lasciò il suo lavoro di chimico. Prese parte nella «Universitat al Carrer» (l'«Università della Strada»), che più tardi divenne ufficiale con il nome di «Institut de Cultura Popular» («Istituto di Cultura Popolare»).
Convinse Lluís Maria Xirinacs a creare, assieme ad altri, una nuova associazione per studiare il suo modello politico, economico e sociale, che allora era nuovo, e il 25 ottobre del 1984 fondarono il «Centre d'Estudis Joan Bardina» («Centro Studi Joan Bardina»), con sede nell'antica fabbrica famigliare.
Pubblicò, fra altri, i libri «Assaig sobre moneda, mercat i societat» («Saggi su valuta, mercato e società»), e «Moneda telemàtica i estratègia de mercat» («Moneta telematica e strategia di mercato»). Nel documento «Disseny de Civisme» («Progetto di Civismo») formulò le sue proposte programmatiche.
Agustí Chalaux morì a Barcellona il 26 aprile del 2006.